# ميكروب هوائي
ميكروب هوائي (بالإنجليزية: Aeromicrobium)‏ هي جنس من البكتيريا، إيجابية الغرام، تتبع النوكاردانيات.